# Влажный тропический лес
Вла́жный тропи́ческий лес, тропи́ческий дождево́й лес, влажный экваториа́льный лес, или гиле́я, — биом; лес в экваториальном, субэкваториальных и тропических районах с влажным климатом (2-7 тыс. мм осадков в год). Это преобладающий тип леса среди тропических лесов и дождевых лесов, и наиболее богатая видами растительная формация на Земле. Влажные тропические леса характеризуются очень высоким биоразнообразием. Здесь обитает большое количество собственных, в том числе и эндемичных, видов животных и растений, а также мигрирующие животные.
Во влажных тропических лесах живёт две трети всех видов животных и растений планеты. Предполагается, что миллионы видов животных и растений до сих пор не описаны.
Во влажных тропических лесах недостаток солнечного света на нижнем ярусе, как правило, сильно препятствует образованию подлеска. Это позволяет человеку и животным достаточно легко продвигаться по лесу. Если же по какой-либо причине лиственный навес отсутствует или ослаблен, нижний ярус быстро покрывается плотной, труднопроходимой зарослью лиан, кустарников и небольших деревьев — такое образование называется джунглями.

## Распространение
Тропические дождевые леса распространены в экваториальном поясе — на север от экватора до 25° с. ш. и на юг до 30° ю. ш.
В Америке они произрастают от побережья Мексиканского залива в Мексике и юга Флориды (США), занимают полуостров Юкатан, большую часть Центральной Америки, острова Вест-Индии.
Южноамериканские тропические дождевые леса (их ещё называют сельва или гилея) находятся в бассейне реки Амазонки (дождевые леса Амазонии — крупнейший дождевой лес), на севере Южной Америки, распространены на атлантическом побережье Бразилии (Атлантический лес).
В Африке такие леса произрастают на западе экваториальной части от побережья Гвинейского залива до бассейна реки Конго (в том числе Атлантические экваториальные прибрежные леса), а также на Мадагаскаре.
Кроме того, тропические дождевые леса произрастают в Азии на юге Индии, во многих районах Юго-Восточной Азии от Мьянмы и южного Китая и простираются до востока штата Квинсленд в Австралии, захватывая острова Индонезии и Новой Гвинеи. Они также произрастают на островах Тихого океана.
В горах равнинные влажные тропические леса произрастают до высоты 800 м над уровнем моря. Выше видовой состав беднеет, изменяется структура леса. Так как тропический горный вечнозелёный лес растёт в полосе конденсации туманов, его называют туманный лес.

## Растительность
Для влажных тропических лесов характерны:
- наличие 4-5 древесных ярусов, практическое отсутствие кустарников, большое количество лиан;
- преобладание вечнозелёных деревьев с крупными вечнозелёными листьями, слабо развитой корой, почками, не защищёнными почечными чешуями;
- образование цветков, а затем плодов непосредственно на стволах и толстых ветвях (каулифлория)[2].

Деревья во влажных тропических лесах имеют несколько общих характеристик, которые не наблюдаются у растений менее влажных климатов.
Основание ствола у многих видов имеет широкие, деревянистые выступы. Ранее предполагалось, что эти выступы помогают дереву удерживать равновесие, сейчас же считают, что по этим выступам вода с растворёнными питательными веществами стекает к корням дерева. Широкие листья также являются обычным делом у деревьев, кустарников и трав нижних ярусов леса. Высокие молодые деревья, ещё не достигшие верхнего яруса, также имеют более широкую листву, которая затем уменьшается с высотой. Широкие листья помогают растениям лучше усваивать солнечный свет под кромками деревьев леса, и они сверху защищены от воздействия ветра. Листья верхнего яруса, образующие навес, обычно меньше размером и сильно изрезаны, чтобы уменьшить давление ветра. На нижних этажах листья часто сужены на концах так, что это способствует быстрому стеканию воды и препятствует размножению на них микробов и мха, разрушающих листья.
Верхушки деревьев часто очень хорошо связаны между собой с помощью лиан либо эпифитов — растений, закрепляющихся на деревьях.
Другими характеристиками влажного тропического леса могут служить необычайно тонкая (1-2 мм) кора деревьев, иногда покрытая острыми шипами либо колючками; наличие цветов и фруктов, растущих прямо на стволах деревьев; большое разнообразие сочных фруктов, привлекающих птиц, млекопитающих и даже рыб, питающихся распылёнными частицами.
По характеру интенсивности роста и продолжительности жизни тропические деревья подразделяют на 3 группы.
1. Быстро растущие, но недолго живущие виды. Эти светолюбивые растения интенсивно растут первые 20 лет, затем свой рост практически прекращают. К ним относятся бальсовое дерево, некоторые виды цекропии и др.
2. Имеющие более длительный период роста и живущие не одно столетие. К ним относятся наиболее характерные деревья первого яруса. В Америке их представляют виды свитении, в Африке — виды кайи, энтандрофрагмы. Многие растения этой группы обладают хозяйственной ценностью.
3. Медленно растущие и долго живущие. Эти растения теневыносливы, у них как правило тяжёлая и твёрдая древесина, например габонское красное дерево (Aucoumea klainiana)[1].

## Фауна
По количеству видов животных тропические дождевые леса значительно превосходят все остальные леса, в особенности велико в тропических лесах количество птиц и насекомых, хотя число особей каждого отдельного вида в них небольшое. Из-за недостатка света подлесок и травяной покров беден, поэтому наземных видов в них мало. Их представляют тапиры, носороги, пекари, бегемоты. Как правило, во влажных тропических лесах животные живут на деревьях преимущественно в кронах. Представителями млекопитающих являются обезьяны, белки-летяги, ленивцы, шипохвостые белки, иглошерсты, некоторые насекомоядные, хищные и так далее. Птиц представляют попугаи, дятлы, туканы, гоацины и другие;
примерами пресмыкающихся являются хамелеоны, древесные змеи, некоторые гекконы, игуаны, агамы; земноводных — некоторые лягушки. Много рыб — около 2 000 видов — это приблизительно одна треть пресноводной фауны мира.
Очень многообразны беспозвоночные, они могут быть достаточно крупными, выделяться богатством форм и окраски, среди них муравьи, термиты, многоножки, бабочки и другие.
Фауна бабочек — одна из самых богатых фаун в мире.

## Структура влажного тропического леса
В структуре дождевого тропического леса обычно различают 3 древесных яруса. Верхний ярус состоит из отдельных гигантских деревьев высотой 50-55 м, реже 60 м, кроны которых не смыкаются. Деревья среднего яруса, высотой 20-30 м, образуют сомкнутый полог. В этом ярусе сосредоточена основная масса лиан и эпифитов.
Высота деревьев нижнего яруса не превышает 20 м, развитие этого яруса зависит от освещённости, поэтому в зрелых лесах он разрежен и не препятствует движению людей.
Кустарниковый и травяной ярусы трудно чётко разграничить, некоторые травы, например банан, могут достигать высоты 6 м. В спелом лесу флористический состав травяного яруса обычно состоит из одного-двух видов.
В более тёмных местах травянистый покров и кустарники отсутствуют, а в более светлых местах, на опушках, по берегам рек, они достигают своего великолепия. Велика роль споровых растений: папоротников и плаунов. Благодаря разнообразию видов и жизненных форм ярусы не имеют чётких границ, тем более, что очень развита внеярусная растительность: лианы и эпифиты. В горных влажных тропических лесах высота деревьев 1-го яруса двухъярусного древостоя не превышает 20 м.

### Самый верхний уровень
Этот ярус состоит из небольшого количества очень высоких деревьев, возвышающихся над пологом леса, достигающих высоты 60 м (редкие виды достигают 80 м). Чаще всего деревья вечнозелёные, но некоторые сбрасывают свою листву в засушливое время года. Такие деревья должны выдерживать суровые температуры и сильные ветры. На этом уровне обитают орлы, летучие мыши, некоторые виды обезьян и бабочки.

### Уровень крон (полог леса)
Кроны большинства высоких деревьев образуют более или менее непрерывный слой листвы — полог леса. Обычно высота этого уровня 30-45 м. Этот ярус самый плотный из всех существующих на Земле.
По некоторым подсчётам, растения этого яруса составляют примерно 40-50% видов всех растений планеты. Фауна схожа с верхним уровнем, но более разнообразна. Считается, что четверть всех видов насекомых обитает здесь.
Учёные давно подозревали о разнообразии жизни на этом уровне, но лишь недавно разработали практические методы исследования. Только в 1917 году американский натуралист Уильям Бид (англ. William Beede) заявил, что «ещё один континент жизни остаётся неизведанным, не на Земле, а в 200 футах над её поверхностью, распространяясь на тысячи квадратных миль».
Настоящее исследование этого яруса началось только в 1980-е годы, когда учёные разработали методы, позволяющие добраться до полога леса, такие как выстреливание канатов в верхушки деревьев из арбалетов. Исследование полога леса до сих пор находится на ранней стадии. Другие методы исследования включают в себя путешествия на воздушных шарах или воздушных судах. Наука, занимающаяся доступом к верхушкам деревьев, называется дендронавтика (англ. Dendronautics).

### Средний уровень
Между пологом леса и лесной подстилкой существует ещё один уровень, называемый подлесок. В нём обитает ряд птиц, змей и ящериц. Жизнь насекомых на этом уровне также очень обширна. Листья в этом ярусе гораздо шире, чем на уровне кроны.

### Лесная подстилка
В Центральной Африке в тропическом первичном лесу горы Вирунга освещённость на уровне земли составляет 0,5%; в лесах южной Нигерии и в районе Сантарема (Бразилия) 0,5-1%. На севере острова Суматра в диптерокарповом лесу освещённость около 0,1%. При таких условиях на гнилых стволах и досковидных корнях растут только некоторые мхи, при освещённости 0,2% начинают встречаться селагинелла и печёночные мхи; при 0,25-0,5% некоторые виды Hymenophyllaceae, Commelinaceae, Zingiberaceae, Rubiaceae, плаунов и бегоний. Вдали от берегов рек, болот и открытых пространств, где растёт густая низкорослая растительность, лесная подстилка относительно свободна от растений. На этом уровне можно увидеть гниющие растения и останки животных, которые быстро исчезают благодаря тёплому, влажному климату, способствующему быстрому разложению.

### Почва
Несмотря на бурную растительность, качество почвы в таких лесах низкогумусное. Быстрое гниение, вызванное бактериями, мешает накоплению гумусного слоя. Концентрация оксидов железа и алюминия вследствие латеризации почвы (процесс уменьшения содержания кремнезёма в почве с одновременным увеличением окисей железа и алюминия) окрашивает почву в ярко-красный цвет и иногда образует месторождения минералов (например бокситов). На молодых образованиях, особенно вулканического происхождения, почвы могут быть довольно плодородными.

### Внеярусная растительность
В экваториальных лесах очень много внеярусной растительности — лиан и эпифитов.
«Лианы (франц. liane, (от lier — „связывать“)), растения, не способные самостоятельно сохранять вертикальное положение стебля» (БСЭ). Во влажнотропических лесах свыше 2 тыс. видов лиан. Лианы, в зависимости от того, как они прикрепляются к опоре, могут быть вьющиеся или лазящие (например пальмы-ротанги (каламус), достигающие 300 м длины). Как правило, лианы — автотрофы, хотя среди них есть эпифиты и даже паразиты. Большинство тропических лиан вьющиеся, с одеревеневшими стеблями, диаметр которых может достигать 20 см. Стебель лианы бывает настолько прочен, что если он сплетён с несколькими деревьями, то после гибели одного из деревьев оно не падает. Лазящие лианы могут прикрепляться к деревьям при помощи коротких побегов, особых выростов или придаточных корней.
«Эпифиты (от греч. phytón — „растение“), растения, поселяющиеся на других растениях, главным образом на ветвях и стволах деревьев, а также на листьях — так называемые эпифиллы, и получающие питательные вещества из окружающей среды (а не из растения-хозяина, как паразиты)» (БСЭ).
В тропических лесах эпифиты в основном из семейств Орхидные и Бромелиевые. Эпифиты имеют разные приспособления для получения воды и питательных веществ:
- губчатые покровы на корнях;
- корневые гнёзда сплетения корней в виде корзинки, в которых создаётся почва для питающих корней (папоротник асплениум, орхидея грамматофиллум);
- нишевые листья на стволе, в которых имеется ниша для почвы (папоротник платицериум);
- воронка или розетка для воды (представители семейства Бромелиевые);
- приспособления, свойственные ксерофитам (некоторые виды кактусов, орхидеи)[2].

## Взаимодействие с человеком
Тропические дождевые леса являются источником древесины, пищевых, генетических, медицинских материалов, полезных ископаемых. Здесь было найдено огромное количество природных лекарств, поэтому эти леса иногда называют «драгоценностями Земли» и «самой большой аптекой мира». Они играют очень важную роль в регуляции регионального климата, поскольку обеспечивают до 50% круговорота воды путём транспирации, что приводит к активному образованию облаков над поверхностью территории их роста и возвращения воды в виде осадков. Кроме того, при влажном климате влага конденсируется на микрочастицах загрязнений, способствуя эффективной очистке воздуха, и это оказывает благоприятное воздействие на атмосферу. Влажные тропические леса также играют роль в охлаждении воздуха, который проходит через них. Поэтому влажные тропические леса — одна из важнейших экосистем планеты, уничтожение лесов приводит к эрозии почвы, сокращению видов флоры и фауны, смещениям экологического баланса на больших территориях и на планете в целом.
Тропические леса также отвечают за круговорот около 28% кислорода в мире. Часто дождевые тропические леса также называют «легкими Земли». Однако это не совсем верно, поскольку вопреки расхожему мнению, во-первых, подавляющее большинство кислорода производится цианобактериями в составе морского планктона, во-вторых, процесс кругооборота кислорода путают с его производством. Влажные тропические леса, как и другие сложившиеся леса, поглощают и выделяют примерно одинаковое количество кислорода и углерода — выделенный деревьями кислород расходуется при гниении листьев и древесины, используется для дыхания животных, населяющих лес, и т. п. Некоторые исследователи полагают, что большинство дождевых лесов, наоборот, вырабатывают углекислый газ. Тем не менее, эти леса играют значительную роль в обороте углекислого газа, поскольку являются крупнейшими устоявшимися резервуарами углерода, поэтому вырубка таких лесов ведёт к увеличению содержания углекислого газа в атмосфере Земли, способствуя парниковому эффекту.
Влажные тропические леса часто сводятся под плантации хинного и кофейного дерева, кокосовой пальмы, каучуконосов. В Южной Америке для влажных тропических лесов также серьёзную угрозу представляет нерациональная добыча полезных ископаемых.